# Liste der Mitglieder der Badischen Ständeversammlung 1822
Diese Liste umfasst die Mitglieder der Ständeversammlung des Großherzogtums Baden für die Sessionen der Jahre von 1822 bis 1823.
Während dieser Zeit kam der 2. Badische Landtag vom 28. März 1822 bis zum 31. Januar 1823 in 69 Sitzungen der Ersten Kammer und 117 Sitzungen der Zweiten Kammer zusammen und wurde dann bis zur Eröffnung des 3. Landtags im Jahre 1825 geschlossen.

## Präsidium der Ersten Kammer
Präsident: Markgraf Wilhelm von Baden 

Vizepräsident: Fürst Karl Egon zu Fürstenberg 

2. Vizepräsident: Staatsrat Freiherr von Baden 

Stellvertreter des 2. Vizepräsidenten: Freiherr von Gayling, Oberhofmarschall

## Mitglieder der Ersten Kammer

### Prinzen des Hauses Baden
- Markgraf Leopold von Baden
- Markgraf Wilhelm von Baden
- Markgraf Maximilian von Baden

### Standesherren
- Fürst Karl Egon zu Fürstenberg
- Fürst Karl zu Leiningen (war nie anwesend)
- Fürst Philipp von der Leyen (war nie anwesend)
- Fürst Georg zu Löwenstein-Wertheim-Freudenberg
- Fürst Friedrich Karl zu Löwenstein-Wertheim-Freudenberg (war nie anwesend)
- Fürst Karl zu Löwenstein-Wertheim-Rosenberg (war nie anwesend)
- Fürst Franz Wilhelm zu Salm-Reifferscheidt-Krautheim (war nie anwesend)
- Graf Karl Theodor zu Leiningen-Billigheim (war nie anwesend)
- Graf Wenzeslaus Josef zu Leiningen-Neudenau (war nie anwesend)

### Vertreter der katholischen Kirche
- Freiherr Ignaz Heinrich von Wessenberg, Bistumsverweser

### Vertreter der evangelischen Landeskirche
- Prälat Johann Peter Hebel

### Vertreter des grundherrlichen Adels

#### Oberhalb der Murg
- Freiherr Karl von Baden
- Freiherr Franz Anton von Falkenstein
- Freiherr Josef von Hornstein
- Johann von Türckheim

#### Unterhalb der Murg
- Freiherr Sigmund von Gemmingen-Treschklingen
- Freiherr Ludwig Eberhardt von Gemmingen-Presteneck[1]
- Freiherr Julius von Gemmingen-Steinegg
- Freiherr Karl von Zyllnhardt

### Vertreter der Landesuniversitäten
- Karl Salomo Zachariä,[2]  Geheimer Hofrat, Vertreter der Universität Heidelberg
- Karl von Rotteck,[2] Hofrat, Vertreter der Universität Freiburg

### Vom Großherzog ernannte Mitglieder
- Freiherr Karl von Geusau, General und Großhofmeister
- Freiherr Wilhelm Ludwig Leopold Reinhard von Berstett, Staatsminister
- Konrad von Schäffer, Generalleutnant
- Freiherr Karl Christian von Berckheim, Staatsminister
- Freiherr Ludwig Christian von Gayling, Geheimer Rat und Oberhofmarschall
- Staatsrat Baumgärtner
- Freiherr Karl von Freystedt, Generalmajor
- Freiherr Johann Franz von Kettner, Landoberjägermeister

## Präsidium der Zweiten Kammer
Präsident: Mathias Föhrenbach 

Vizepräsidenten: Ludwig Georg Winter, Johann Georg Duttlinger

## Die gewählten Abgeordneten der Zweiten Kammer

### Stadtwahlbezirke
| Wahlbezirk | Bezeichnung des Wahlbezirks     | Name des Abgeordneten                                           |
| ---------- | ------------------------------- | --------------------------------------------------------------- |
| S1         | Wahlbezirk der Stadt Überlingen | Johann Baptist von Ehren                                        |
| S2         | Wahlbezirk der Stadt Konstanz   | Matthias Uhl                                                    |
| S3         | Wahlbezirk der Stadt Freiburg   | Josef Karl Kern                                                 |
| S3         | Wahlbezirk der Stadt Freiburg   | Casimir Schmidt                                                 |
| S4         | Wahlbezirk der Stadt Lahr       | Ernst Christoph Ludwig Embdt                                    |
| S4         | Wahlbezirk der Stadt Lahr       | Daniel Völcker                                                  |
| S5         | Wahlbezirk der Stadt Offenburg  | Dominik Hog                                                     |
| S6         | Wahlbezirk der Stadt Rastatt    | Ignaz Höllmann                                                  |
| S7         | Wahlbezirk der Stadt Baden      | Philipp Hammer                                                  |
| S8         | Wahlbezirk der Stadt Karlsruhe  | Bernhard Dollmaetsch                                            |
| S8         | Wahlbezirk der Stadt Karlsruhe  | Christoph Eisenlohr                                             |
| S8         | Wahlbezirk der Stadt Karlsruhe  | Christian Wilhelm Griesbach                                     |
| S9         | Wahlbezirk der Stadt Durlach    | Ludwig Georg Winter                                             |
| S10        | Wahlbezirk der Stadt Pforzheim  | Wilhelm Reinhard (1822 freiwillig ausgetreten)                  |
| S10        | Wahlbezirk der Stadt Pforzheim  | Ernst Friedrich Dittler (1822 nachgerückt für Wilhelm Reinhard) |
| S10        | Wahlbezirk der Stadt Pforzheim  | Christoph Friedrich Witzenmann                                  |
| S11        | Wahlbezirk der Stadt Bruchsal   | Christian Messing                                               |
| S12        | Wahlbezirk der Stadt Mannheim   | Johann Ludwig Bassermann                                        |
| S12        | Wahlbezirk der Stadt Mannheim   | Johann Adam von Itzstein                                        |
| S12        | Wahlbezirk der Stadt Mannheim   | Karl Ziegler                                                    |
| S13        | Wahlbezirk der Stadt Heidelberg | Jakob Wilhelm Speyerer                                          |
| S13        | Wahlbezirk der Stadt Heidelberg | Christian Friedrich Winter (1822 freiwillig ausgetreten)        |
| S14        | Wahlbezirk der Stadt Wertheim   | Johann Christoph Schlundt                                       |

### Ämterwahlbezirke
| Wahlbezirk | Bezeichnung des Wahlbezirks                                                              | Name des Abgeordneten                                                  |
| ---------- | ---------------------------------------------------------------------------------------- | ---------------------------------------------------------------------- |
| A1         | Wahlbezirk der Ämter Meersburg, Salem, Pfullendorf und Überlingen                        | Joseph von Clavel (1822 ausgetreten)                                   |
| A1         | Wahlbezirk der Ämter Meersburg, Salem, Pfullendorf und Überlingen                        | Paul Gottlieb von Tscheppe (1822 nachgerückt für Joseph von Clavel)    |
| A2         | Wahlbezirk der Ämter Radolfzell, Blumenfeld und Konstanz                                 | Fidel Zembrodt                                                         |
| A3         | Wahlbezirk der Ämter Stockach, Meßkirch und Engen                                        | Josef Leiber                                                           |
| A4         | Wahlbezirk der Ämter Blumberg, Stühlingen, Bonndorf, Löffingen und Neustadt              | Josef Anton Sautier                                                    |
| A5         | Wahlbezirk der Ämter Villingen und Hüfingen                                              | Philipp Josef Mahler (1822 ausgetreten)                                |
| A5         | Wahlbezirk der Ämter Villingen und Hüfingen                                              | Franz Xaver Stukle (1823 nachgerückt für Philipp Josef Mahler)         |
| A6         | Wahlbezirk der Ämter Tiengen, Jestetten, St. Blasien und Waldshut                        | Johann Georg Duttlinger                                                |
| A7         | Wahlbezirk der Ämter Säckingen, Laufenburg und Schönau                                   | Mathias Föhrenbach                                                     |
| A8         | Wahlbezirk der Ämter Schopfheim und Kandern                                              | Friedrich Wilhelm Hitzig                                               |
| A9         | Wahlbezirk des Amtes Lörrach                                                             | Johann Georg Grether                                                   |
| A10        | Wahlbezirk des Amtes Müllheim                                                            | Nicolaus Blankenhorn                                                   |
| A11        | Wahlbezirk der Ämter Staufen und Heitersheim                                             | Josef Anton Martin                                                     |
| A12        | Wahlbezirk des Amtes Altbreisach mit zum Stadtamt Freiburg zugehörigen Landorten         | Freiherr Ignaz von Gleichenstein                                       |
| A13        | Wahlbezirk des Landamtes Freiburg (I) und des Amtes St. Peter                            | Anton Fetzer                                                           |
| A14        | Wahlbezirk des Landamtes Freiburg (II) und der Ämter Waldkirch und Elzach                | Heinrich Kapferer                                                      |
| A15        | Wahlbezirk des Amtes Emmendingen                                                         | Ludwig von Liebenstein                                                 |
| A16        | Wahlbezirk der Ämter Endingen und Kenzingen                                              | Franz Xaver Frey                                                       |
| A17        | Wahlbezirk der Ämter Triberg, Hornberg, Wolfach und Haslach                              | Josef Ruth                                                             |
| A18        | Wahlbezirk des Amtes Ettenheim                                                           | Michael Winterer                                                       |
| A19        | Wahlbezirk des Amtes Lahr                                                                | Johannes Fischer                                                       |
| A20        | Wahlbezirk des Amtes Offenburg mit Teilen des Amtes Appenweier                           | Franz Michael Knapp                                                    |
| A21        | Wahlbezirk der Ämter Gengenbach und Oberkirch mit Teilen des Amtes Appenweier            | Heribert Brandstetter                                                  |
| A22        | Wahlbezirk der Ämter Rheinbischofsheim und Kork                                          | Johann Jakob Dörr                                                      |
| A23        | Wahlbezirk der Ämter Achern und Bühl                                                     | Joseph Vitus Burg                                                      |
| A24        | Wahlbezirk der Ämter Ettlingen und Rastatt                                               | Franz Anton Christoph Buhl                                             |
| A25        | Wahlbezirk der Ämter Baden, Gernsbach und Steinbach                                      | Franz Caspar Ignaz Reinbold                                            |
| A26        | Wahlbezirk des Landamtes Karlsruhe mit Teilen des Landamtes Bruchsal                     | Gottlieb Bernhard Fecht                                                |
| A27        | Wahlbezirk der Ämter Durlach und Stein                                                   | Franz Frommel (1822 ausgetreten)                                       |
| A27        | Wahlbezirk der Ämter Durlach und Stein                                                   | Ludwig Ratzel (nachgerückt für Franz Frommel)                          |
| A28        | Wahlbezirk des Amtes Pforzheim                                                           | Jakob Friedrich Dreher (1822 aus gesundheitlichen Gründen ausgetreten) |
| A28        | Wahlbezirk des Amtes Pforzheim                                                           | Christoph Fieß (1822 nachgerückt für Jakob Friedrich Dreher)           |
| A29        | Wahlbezirk des Amtes Bruchsal mit Teilen des Amtes Eppingen                              | August Ludwig Hüber                                                    |
| A30        | Wahlbezirk des Amtes Bretten mit Teilen des Amtes Eppingen                               | Carl Baumgärtner                                                       |
| A31        | Wahlbezirk der Ämter Philippsburg und Schwetzingen                                       | Johann Philipp Körner                                                  |
| A32        | Wahlbezirk der Ämter Wiesloch und Neckargmünd                                            | Jakob Friedrich Rausmüller                                             |
| A33        | Wahlbezirk des Amtes Sinsheim mit Teilen des Amtes Eppingen                              | Christof Keidel                                                        |
| A34        | Wahlbezirk des Amtes Heidelberg                                                          | Franz Anton Barion                                                     |
| A35        | Wahlbezirk der Ämter Ladenburg und Weinheim                                              | Cornelius Maas                                                         |
| A36        | Wahlbezirk des Amtes Neckarbischofsheim mit Teilen des Amtes Mosbach (links des Neckars) | Johann Adam Weller                                                     |
| A37        | Wahlbezirk des Amtes Eberbach mit Teilen des Amtes Mosbach (rechts des Neckars)          | Gottlieb Bayer                                                         |
| A38        | Wahlbezirk der Ämter Buchen und Osterburken                                              | Heinrich Josef Kreutter                                                |
| A39        | Wahlbezirk des Amtes Boxberg                                                             | Friedrich Ludwig Hoffmann                                              |
| A40        | Wahlbezirk der Ämter Tauberbischofsheim und Gerlachsheim                                 | Gottfried Steinam                                                      |
| A41        | Wahlbezirk der Ämter Wertheim und Walldürn                                               | Franz Heinrich von Städel                                              |

## Belege und Anmerkungen
1. ↑  Laut den Angaben im Biographischen Handbuch der württembergischen Landtagsabgeordneten auf S. 253  von Frank Raberg, Kohlhammer, Stuttgart 2001, ISBN 3-17-016604-2, soll Ludwig Eberhard von Gemmingen-Guttenberg von 1819 bis 1841 der Ersten Kammer der Badischen Ständeversammlung angehört haben, jedoch nur von 1819 bis 1822 persönlich anwesend gewesen sein. Diese Angabe steht im Widerspruch zu Ludwig Bauer und Bernhard Gißler, die im Handbuch über die Mitglieder der Ersten Kammer der Badischen Ständeversammlung von 1819 – 1912, S. 83 namentlich anderslautende Angaben machen. Demnach gehörte nicht jener bei Raberg genannte Ludwig Eberhard von Gemmingen-Guttenberg sondern sein Namensvetter Freiherr Ludwig Eberhard von Gemmingen-Presteneck von 1819 bis 1822 der Ersten Badischen Kammer an. Laut den Angaben von Bauer und Gißler auf S. 83 soll jener Freiherr Ludwig Eberhard von Gemmingen-Presteneck ebenfalls im Jahre 1841 verstorben sein. Das Todesjahr wäre demnach dasselbe gewesen wie bei Ludwig Eberhard von Gemmingen-Guttenberg. Dies passt jedoch nicht zum Todesjahr 1831 des hier angegebenen Ludwig Eberhard von Gemmingen, der als Großherzoglich badischer Kammerherr zu Presteneck viel eher vom Namen her den Angaben bei Bauer und Gißler entsprechen würde. Möglicherweise handelt es sich im Handbuch von Bauer und Gißler um einen Druckfehler, so dass statt des korrekten Todesjahres 1831 versehentlich 1841 angegeben wurde? Möglicherweise haben Bauer und Gißler das Todesjahr 1831 mit dem Todesjahr des Bruders Friedrich Carl Gustav Casimir von Gemmingen (1770–1841) verwechselt? Raberg hat daraufhin möglicherweise einen Folgefehler begangen und wegen des bei Bauer und Gißler angegebenen Todesjahres 1841 angenommen, dass es sich bei dem fraglichen Vertreter des grundherrlichen Adels unterhalb der Murg in der Ersten Badischen Kammer in den Jahren 1819 bis 1822 um Ludwig Eberhard von Gemmingen-Guttenberg († 1841) und nicht um den hier für diese Liste angenommenen Ludwig Eberhard von Gemmingen-Presteneck (1771–1831) gehandelt haben könnte?
2. 1 2 3 4 5 6 7 8  Dieser Mandatsträger ist in den amtlich veröffentlichten Abgeordnetenlisten als promovierter Akademiker ausgewiesen, d. h. dort üblicherweise mit einem vor dem Namen stehenden Doktor-Grad verzeichnet
3. 1 2  Bis 1931 hieß die Stadt Baden-Baden nur Baden.
4. ↑  Wer der Nachfolger des 1822 ausgeschiedenen Abgeordneten Christian Friedrich Winter im Stadtwahlbezirk Heidelberg war, lässt sich der angegebenen Literatur nicht entnehmen. Ob ein Abgeordneter in der Arbeit von Hans-Peter Becht entweder zu nennen vergessen wurde oder ob ein Mandat vakant blieb, muss daher hier einstweilen eine offene Frage bleiben.